# Chiesa di San Michele Arcangelo (Arco, Italia)
La chiesa di San Michele Arcangelo è la parrocchiale a Varignano, frazione di Arco nel Basso Sarca in Trentino. Appartiene all'ex-decanato di Arco dell'arcidiocesi di Trento e risale al XIV secolo.

## Storia

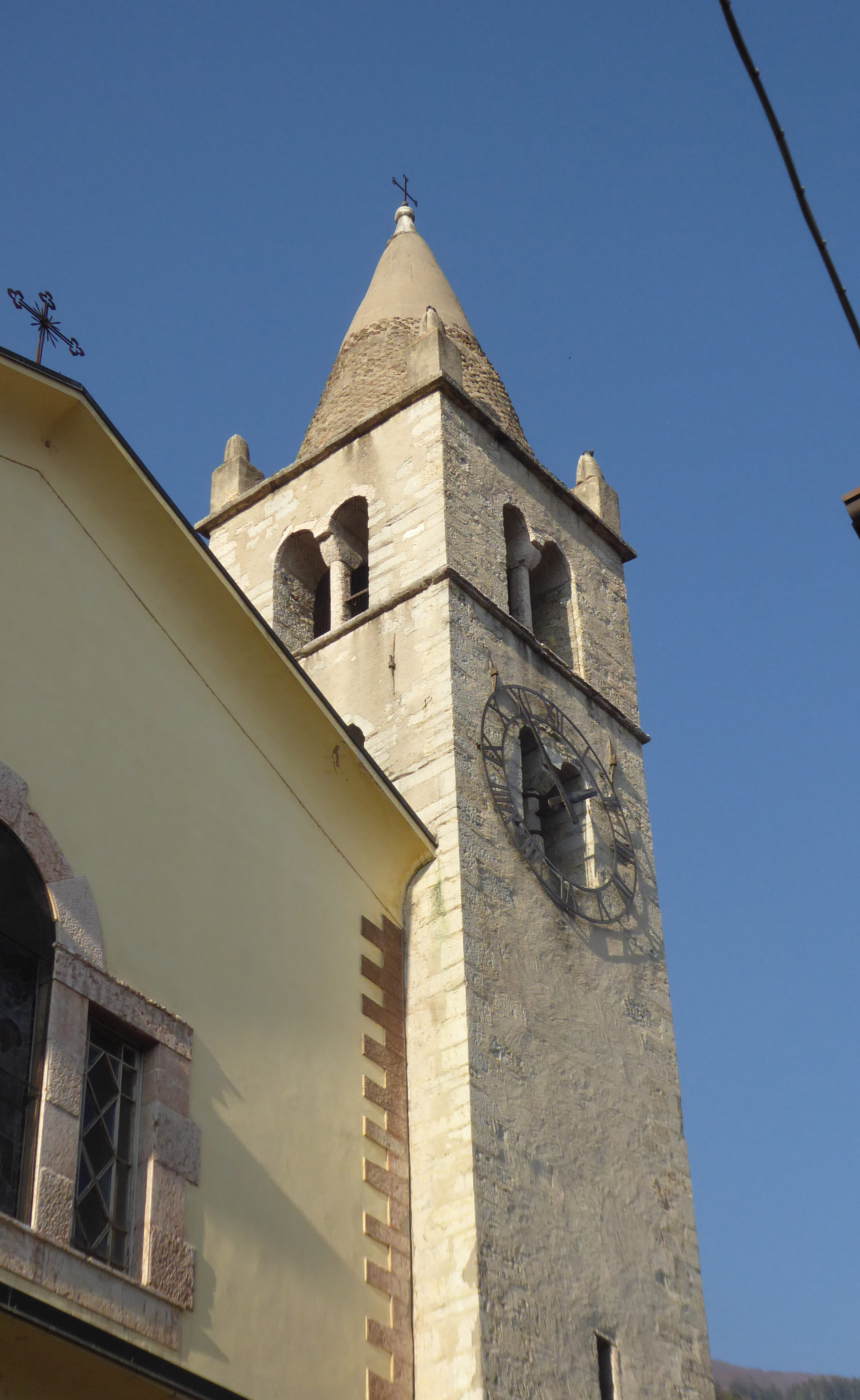
Campanile

La chiesa venne costruita attorno al 1386, ma è probabile che in precedenza sullo stesso sito ne fosse presente un'altra, di epoca antecedente.
Nel XVI secolo la costruzione fu ampliata e fu consacrata nel 1586.
Durante il secolo successivo fu oggetto di interventi come il rifacimento della tinteggiatura della navata e la sistemazione delle parti murarie che mostravano fessurazioni.
Divenne espositura, sussidiaria alla pieve di Arco, nel 1831.

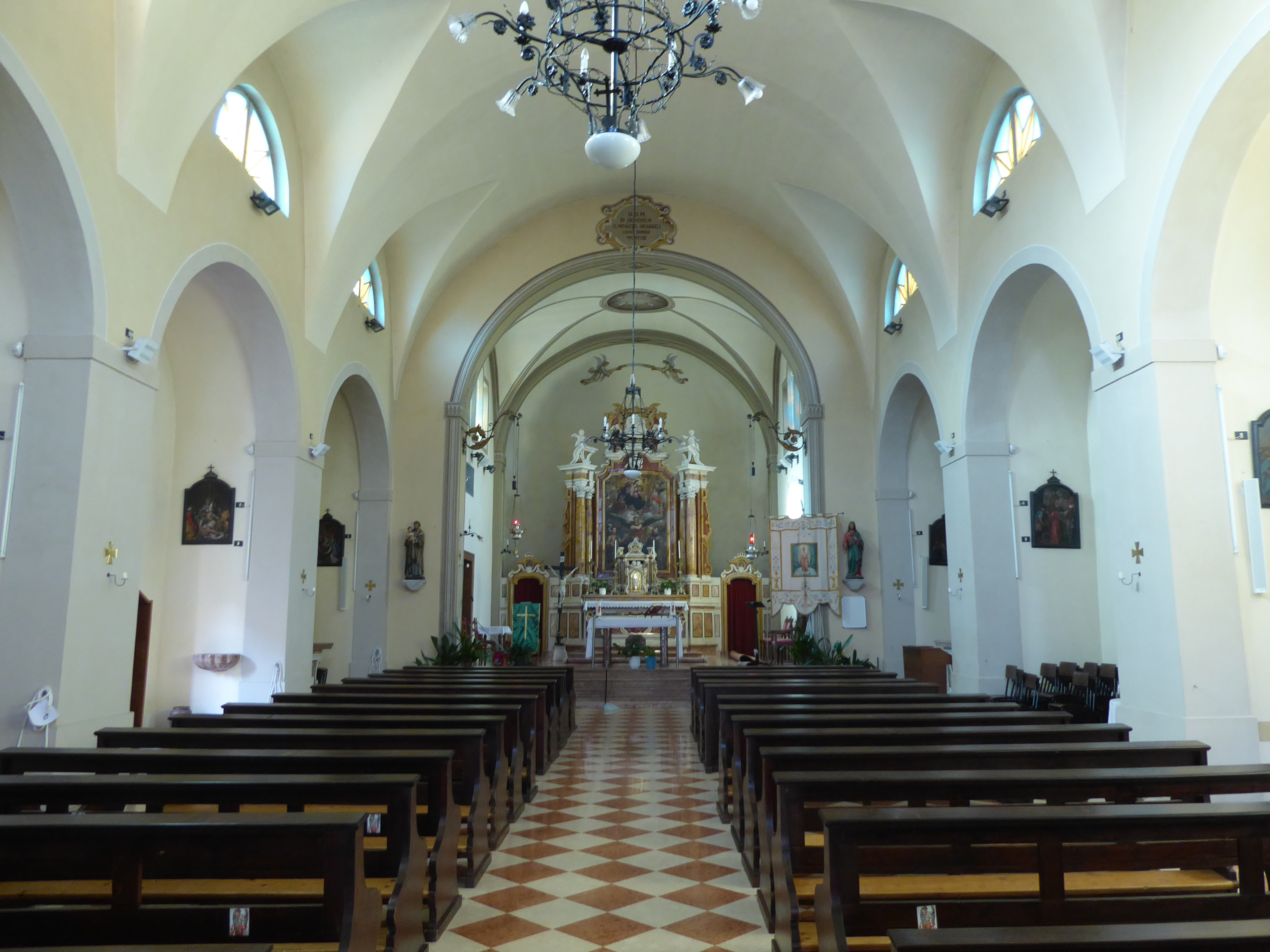
Interno

Nel XX secolo l'edificio fu oggetto di una ristrutturazione che comportò il quasi totale abbattimento della vecchia costruzione per edificare una chiesa di maggiori dimensioni. Le sole parti originali che si salvarono furono la torre campanaria e una parete a settentrione. Il nuovo edificio fu benedetto nel 1923.

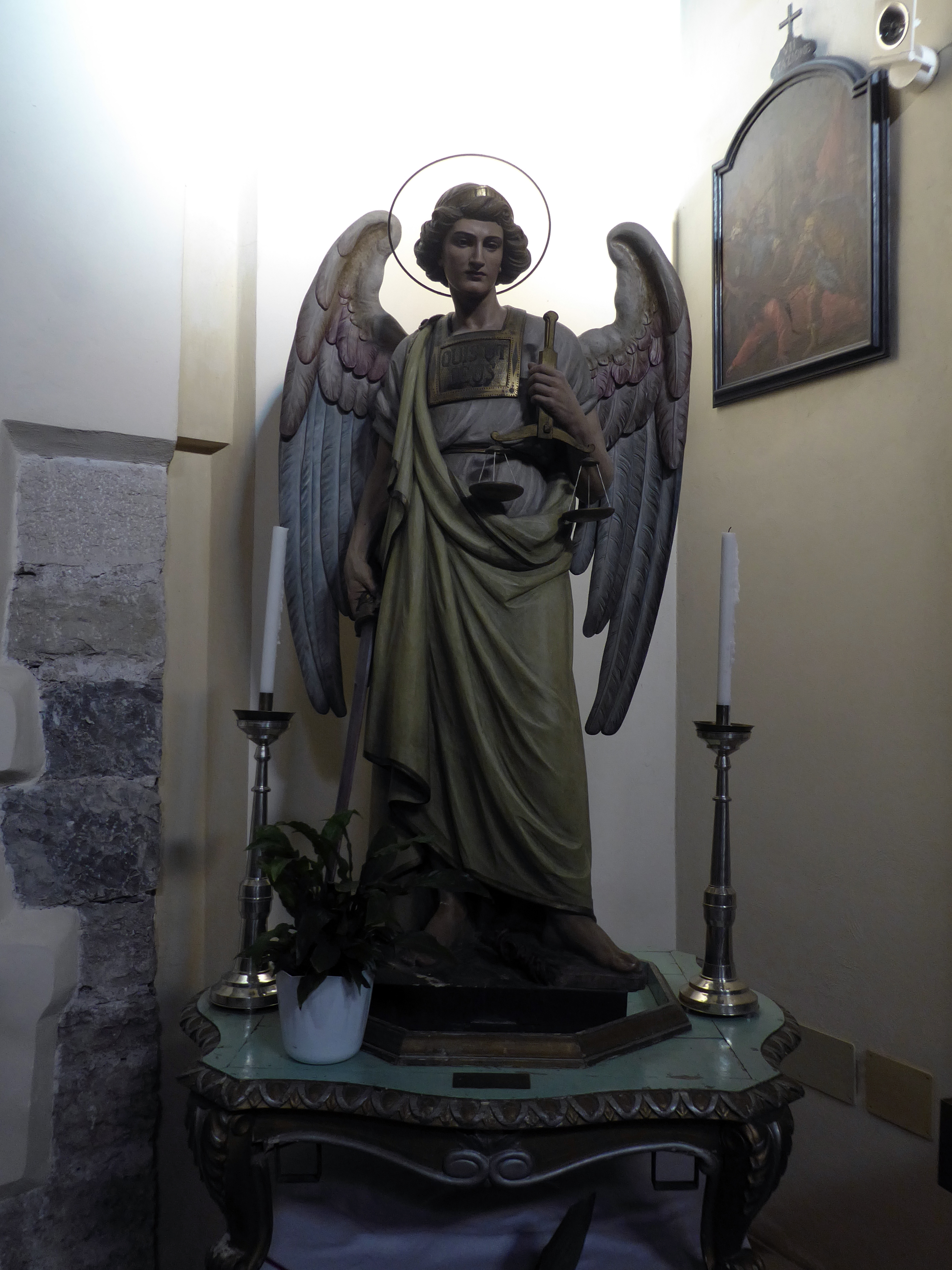
Statua che raffigura San Michele conservata nella sala

Nella seconda metà del secolo ottenne la dignità di parrocchia e subito dopo venne sistemata la copertura e fu ritinteggiata.
Seguirono interventi conservativi a protezione contro l'umidità, di revisione della copertura, di rifacimento dei pavimenti, della messa a norma degli impianti e di restauro degli arredi in legno e delle parti in marmo.

## Descrizione

### Esterni
l'edificio ha un orientamento verso nord ovest e si trova in posizione dominante nell'abitato di Varignano. Il prospetto principale si presenta con due ordini. Quello inferiore ha tre arcate delle quali solo la centrale ospita il portale di accesso. La torre campanaria ha un aspetto massiccio con feritoie e bifore e si conclude in una copertura a forma di cono con pinnacoli ai quattro lati.

### Interni
La navata interna è unica e con volta a botte ma con quattro coppie di cappelle laterali che ne ampliano la sala. Il presbiterio è rialzato.